# Rosel
Rosel är en kommun i departementet Calvados i regionen Normandie i norra Frankrike. Kommunen ligger i kantonen Creully som ligger i arrondissementet Caen. År 2022 hade Rosel 643 invånare.

## Befolkningsutveckling
Antalet invånare i kommunen Rosel
Referens:INSEE